# Pluridens
Pluridens ('veel tanden') is een geslacht van uitgestorven mariene reptielen uit de Mosasauridae uit het Laat-Krijt van Afrika. Pluridens wordt ingedeeld in de Halisaurinae samen met de geslachten Phosphorosaurus, Eonatator en Halisaurus. Vergeleken met verwante halisaurinen had Pluridens langere kaken met meer tanden en kleinere ogen. Hij werd vijf tot zes meter lang en misschien meer dan negen meter bij sommige individuen. De kaken van sommige exemplaren zijn robuust en vertonen soms verwondingen die wijzen op een gevecht. De kaken werden mogelijk gebruikt voor gevechten om partners of territoria.
Pluridens leefde in de ondiepe zeeën van West-Afrika tijdens het Laat-Campanien-Maastrichtien. Er zijn drie soorten bekend, Pluridens walkeri, Pluridens calabaria en Pluridens serpentis. Pluridens walkeri is bekend uit het Maastrichtien van zuidwestelijk Niger, terwijl Pluridens calabaria is gevonden in iets oudere afzettingen uit het Laat-Campanien van Nigeria. Pluridens serpentis is gevonden in het Maastrichtien van Marokko. 

## Vondst en naamgeving
In 1991 vond David Ward bij de Ilatarda in het zuiden van Niger de kaak van een mosasauride.
In 1998 benoemde en beschreef Theagarten Lingham-Soliar de typesoort Pluridens walkeri. Lingham-Soliar wist niet in welke subgroep hij de soort moest plaatsen. Volgens Longrich was Pluridens een lid van de Halisaurinae.De geslachtsnaam betekent 'vele tanden' in het Latijn en verwijst naar het in 1998 zijn van de mosasauride met de meeste bekende tanden. De soortaanduiding eert Alan Cyril Walker, zijn oude leermeester.

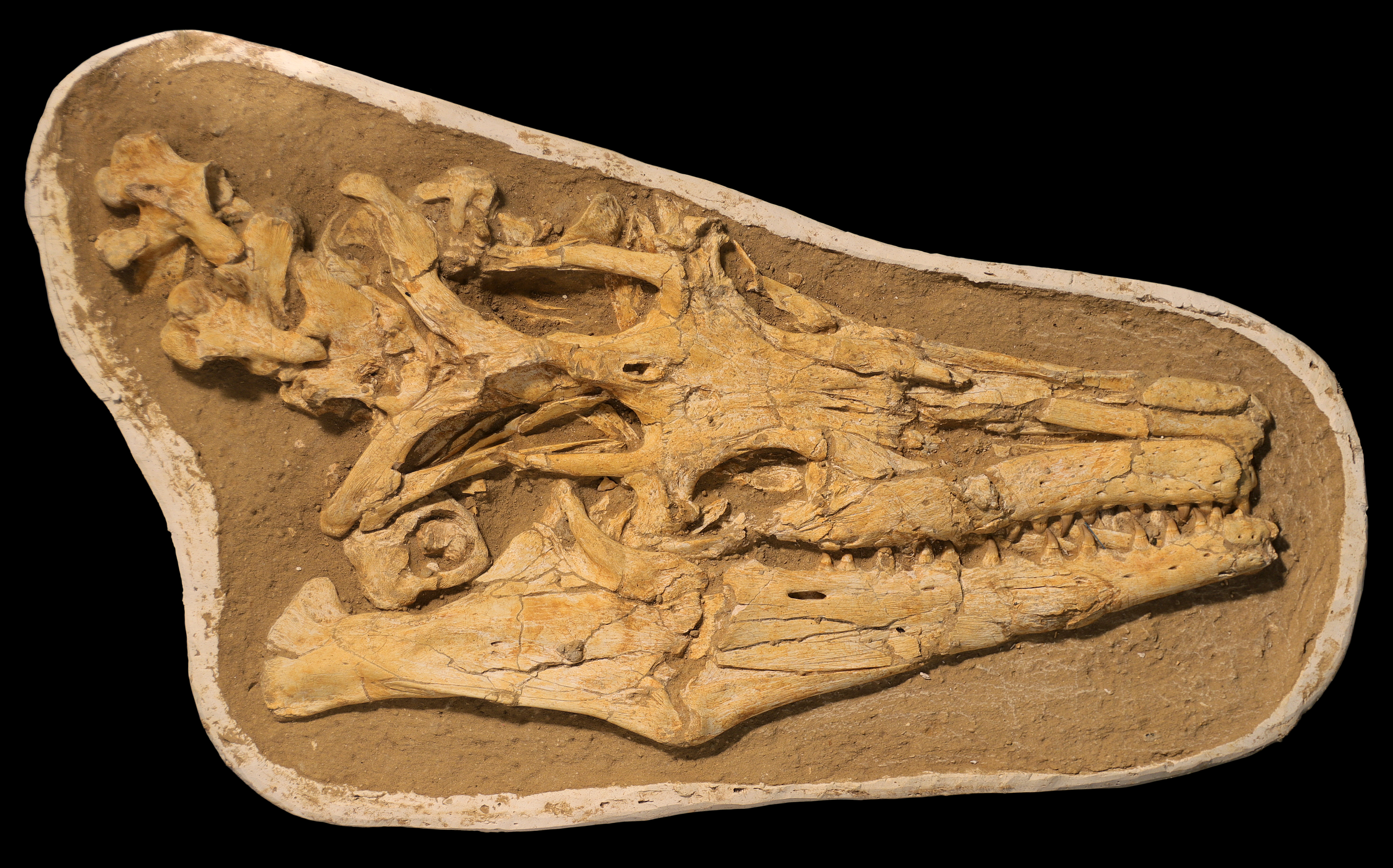
MHNM.KH.262, een syntype van P. serpentis

Het holotype BMNH R14153 is gevonden in een laag van de Farin-Doutchi-formatie die dateert uit het Maastrichtien. Het bestaat uit een rechterdentarium van de onderkaak. Lingham-Soliar wees een tweede specimen toe, BMNH R9804, een rechterdentarium uit de Nkporoformatie bij Calabar in het zuiden van Nigeria die dateert uit het Campanien. In 2016 werd dit door Nicholas Longrich benoemd als een tweede soort, Pluridens calabaria.
Een derde soort Pluridens serpentis werd in 2021 door Longrich e.a. beschreven uit de Fosfaatmijnen uit het Laat-Maastrichtien van Marokko. Het is de meest compleet bekende soort, vertegenwoordigd door twee schedels en een aantal kaken. De schedels zijn de syntypen OCP DEK-GE 548 en MHNM.KH.262, welke laatste ook nog vier halswervels omvat. De soortaanduiding verwees naar de hypothese dat de soort gezien de kleine ogen zijn voedsel zocht door tast en chemoreceptie, net als de zeeslangen doen.
Pluridens werd in 2005 door Lindgren en Siverson gezien als een synoniem van Halisaurus, maar latere onderzoeken verwierpen deze synonymie.

## Beschrijving
Pluridens was een matig grote mosasauriër met een lengte van ruwweg vijf tot zes meter als de verhoudingen van het dentarium en de rest van het dier overeenkomen met die van Halisaurus; het toegewezen materiaal is waarschijnlijk nog groter met een lengte van meer dan negen meter. De lengte van P. serpentis werd geschat op tien meter. 

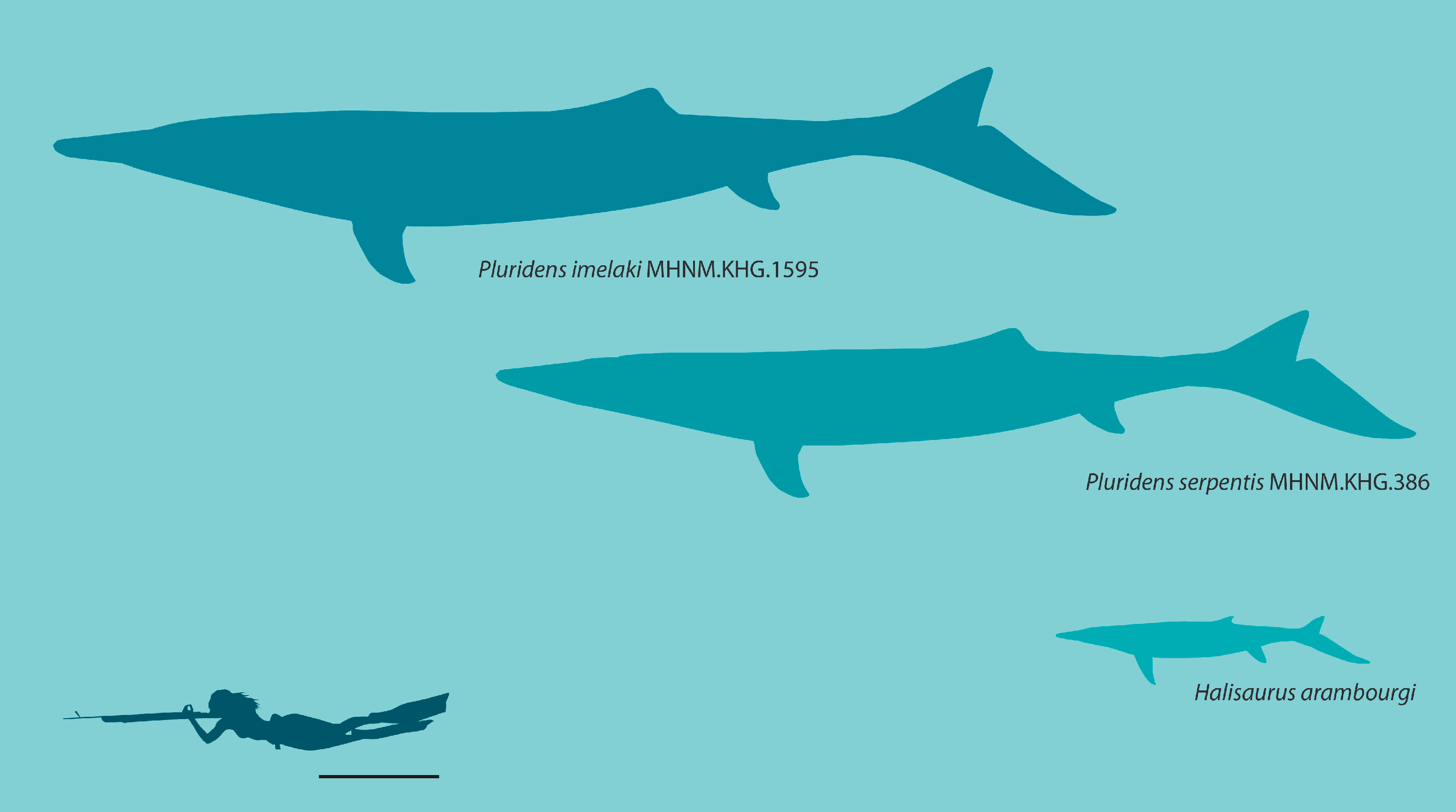
Vergelijking in grootte met Halisaurus

Een kenmerk dat Pluridens niet alleen onderscheidt van de rest van de Halisaurinae, maar van de rest van de Mosasauridae in het algemeen, is het ongebruikelijk hoge aantal tanden. De gebitselementen van dit geslacht bevatten bijna twee keer zoveel tanden als de meeste andere geslachten van mosasauriërs. Daarnaast heeft het gebit van Pluridens ook een van de slankste profielen onder de mosasauriërs; het enige geslacht met een vergelijkbaar smal gebit is de mosasauriër Plotosaurus. Deze combinatie van kenmerken duidt op een voedingsniche en levensstijl die uniek is onder de mosasauriërs.
Het ondiepe dentarium en de kleine tanden van Pluridens waren waarschijnlijk verlengd ten opzichte van de rest van de kop om de enorme hoeveelheid tanden mogelijk te maken. Omdat de kracht van de onderkaak bij het bijten tegen de bovenkaak zou afnemen met de afstand tot het kaakgewricht, zouden de voorste tanden niet effectief zijn geweest bij het bijten en pletten. Lingham-Soliar (1998) vergeleek de leefwijze en voeding van Pluridens met die van de ichthyosauriërs, in het bijzonder vroege ichthyosauriërs als Temnodontosaurus en Leptonectes.
P. calabria onderscheidt zich door een groot aantal tanden en een extreme verlenging van het dentarium. Het dentarium uit Calabar mist ook de extreme zijdelingse uitstulping en ronde doorsnede van het dentarium en de sterke verbreding overdwars van de dentaire tandkassen, die beide wel aanwezig zijn in BMNH R14153.
P. serpentis onderscheidt zich door een continu taps toelopend dentarium.

### Gebit

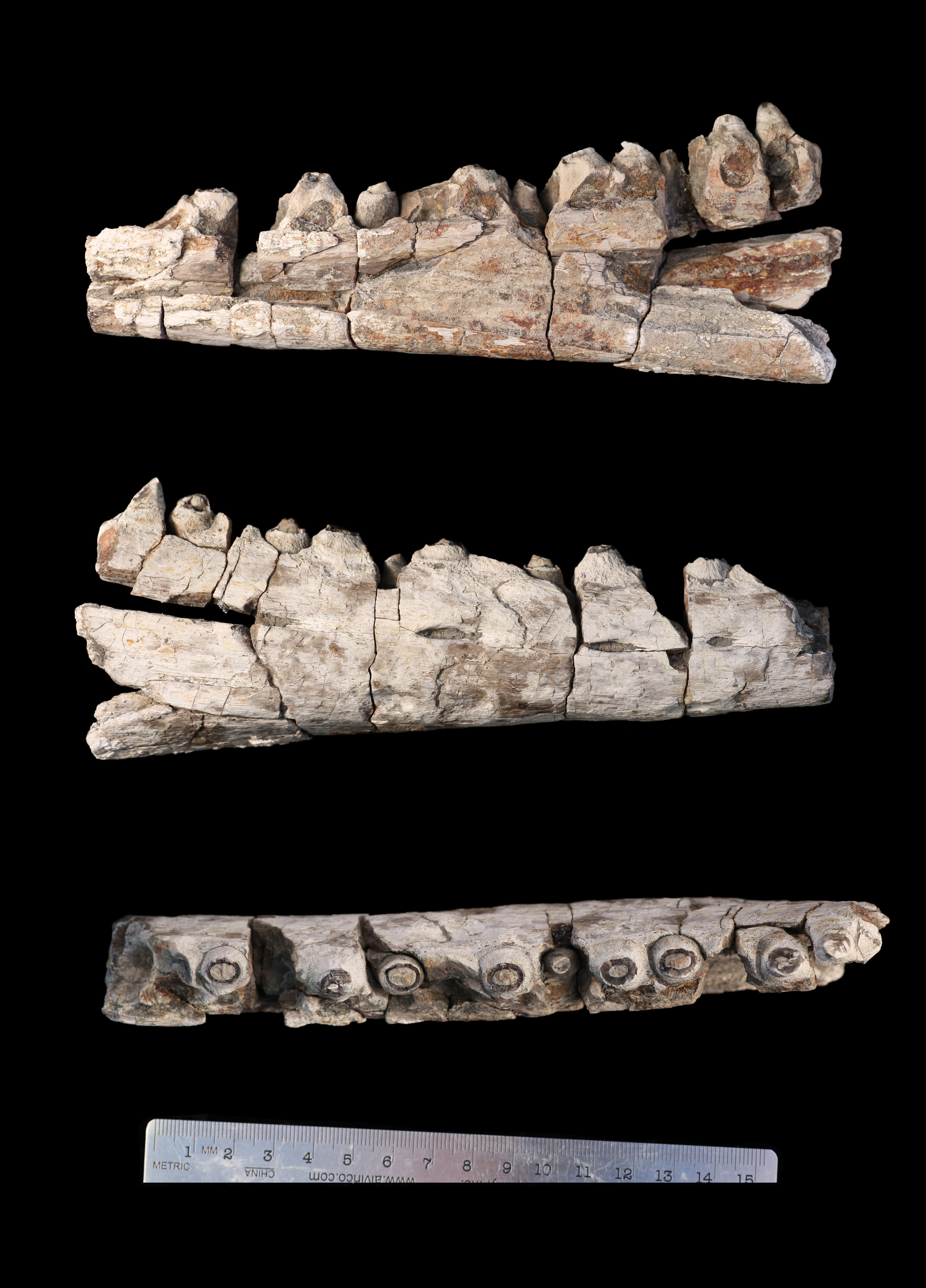
Het holotype van P. calabria

Pluridens walkeri onderscheidt zich door het bezit van minstens achtentwintig tanden in het dentarium, waar andere mosasauriden er hoogstens twintig hebben. De tanden zijn kegelvormig, kort en sterk naar achteren gekromd. Ze staan zeer dicht op elkaar. Als gevolg hiervan groeien de vervangingstanden precies aan de binnenkant, niet iets naar achteren. Het dentarium is een halve meter lang wat wijst op een middelgrote soort. Volgens Longrich is Pluridens calabaria basaler en mist verschillende afgeleide kenmerken van Pluridens walkeri zoals de extreme vergroting van het het aantal tanden, de extreem lange kaak, het extreem naar buiten uitdijen van het dentarium, de ronde dwarsdoorsnede van het dentarium en de verbreding naar buiten toe van de tandkassen.
Volgens Lingham-Soliar waren de kleine tanden een aanpassing om een grote prooi eenvoudiger in te slikken. Hij zag de jachtmethode als die van een jager die hinderlagen legt. Dit werd gemotiveerd door zijn vooropgezette idee dat Mosasauridae koudbloedig zouden zijn. In hetzelfde artikel stelde hij dat mosasauriden de Ichthyosauria zouden hebben verdrongen omdat warmbloedige zeereptielen de steeds snellere beenvissen toch niet zouden hebben kunnen bijhouden. Een andere mogelijkheid is dat kleinere prooidieren met de tanden als een kam uit het water gezeefd werden. Het leefgebied van Pluridens bestond uit een zeestraat die indertijd het westen van het Afrikaanse continent in tweeën splitste.

## Fylogenie
De ongewoon grote hoeveelheid tanden in de dentaria van beide soorten Pluridens maakte het aanvankelijk moeilijk om meteen de soort aan een groep toe te wijzen. Lingham-Soliar (1998) merkte op dat de unieke combinatie van kenmerken (bijvoorbeeld het hoge aantal tanden en een unieke tandvorm) normaal gesproken zou resulteren in de creatie van een compleet nieuwe onderfamilie, maar creëerde die niet vanwege de nogal fragmentarische aard van de overblijfselen. Lindgren en Siverson (2005) waren van mening dat veel van de unieke kenmerken van Pluridens gedeeld werden met Halisaurus en wezen Pluridens walkeri opnieuw toe als een Halisaurus walkeri. De synonymie van het geslacht werd verworpen door latere auteurs, hoewel de overeenkomsten tussen de geslachten en de ontdekking van duidelijk halisaurine wervels in Niger het mogelijk maakten om het geslacht stevig te plaatsen binnen de Halisaurinae. Pluridens wordt tegenwoordig dus beschouwd als een sterk afgeleide halisaurine.
In 2021 werd een klade Pluridensini benoemd, gedefinieerd als alle soorten nauwer verwant aan Pluridens walkeri dan aan Halisaurus platyspondylus.